# فرن الشرشارة
فرن الشرشارة أو فرن الفخار في عين الشرشارة، موقع أثري ومعلم سياحي يقع بالقرب من مدينة ترهونة الليبية، ويعود تاريخه إلى القرن الثاني للميلاد، وهو عبارة عن فرن كان يستخدم لصناعة الفخار في العصر الروماني.

## الاكتشاف
أسفرت الحفريات وأعمال التنقيب الأثرية في هضبة ترهونة عن عدة اكتشافات، فإضافة إلى المعاصر ومزارع الزيتون التي عرفت بها المنطقة، فقد عثر على آثار دارة رومانية مزينة بالفسيفساء، وقصور وأضرحة ممتدة على مساحة شاسعة، ومن هذه الاكتشافات أثناء أعمال التنقيب في أواخر أربعينيات القرن الماضي، الكشف عن ثلاثة أفران للفخار اثنان كبيران والأخير أصغر حجما، أحد الفرنين الكبيرين كان بحالة حفظ ممتازة مما سمح لعلماء الآثار والباحثين بدراسة وتحليل مكوناته.

## الوصف
يتكون الفرن من جزء سفلي مستدير يبلغ قطره ستة أمتار وبذلك يصبح واحدا من أكبر أفران الفخار من نوعه، ويحيط به جدار من الآجر الطيني المفخور جزئيا، في الوسط هناك أرضية مخرمة تكدس عليها الأواني الجاهزة للحرق، أرضية الفرن محمولة على أقواس ممتدة إشعاعيا من عمود مركزي، وعثر خلال الحفريات على قوس فتحة تغذية الفرن بالوقود أو النار والواقع في الجدار المحيط ولكنه لم يعد ظاهرا للعيان في الوقت الحاضر، وتبين منه أن حجرة الاحتراق التي توضع فيها النار كانت أصلا بعمق أربعة أمتار ونصف، وليس من الممكن الجزم فيما إذا كان لحجرة الاحتراق هيكل علوي دائم أو كان يبني لها هيكل علوي ثم يهدم بعد الانتهاء من حرق كل دفعة من الفخاريات.

## تاريخه
أجريت دراسات على بقايا منتجات هذا الفرن من الفخاريات وتتضمن القوارير الخاصة بالزيت والتي يتراوح تاريخها بين أواخر القرن الثاني للميلاد وأواخر القرن الرابع للميلاد.
ويقول عالم الآثار ريتشارد جودتشايلد: «يمكن معرفه تاريخ التنور من الدليل غير المباشر من كسر الفخار غير المصقول الذي وجد في أنحاء الموقع، وتوحي هذه لكنها لا تبرهن تماما بأنها تعود لفتره متأخرة، ربما القرن الرابع».